# マニーシャ・コイララ
マニーシャ・コイララ（英語: Manisha Koirala, ネパール語: मनीषा कोइराला, 1970年8月16日 - ）は、ネパール出身のインドの映画女優。ヒンドゥー教徒。

## プロフィール
ネパール、カトマンズ生まれ。インドのデリーに留学中にスカウトされ映画界入り。4度ネパール首相をつとめたギリジャー・プラサード・コイララは伯父。

## 主な出演作品（日本公開作品公開順）
劇場公開作品
- 『1942・愛の物語』 1942: A Love Story（1993）
- 『ディル・セ 心から』 Dil Se..（1998）
- 『SANJU サンジュ』 Sanju（2018）

ビデオ作品
- 『インドの仕置人』 Indian/Hindustani（1996）
- 『ボンベイ』 Bombay (1994)